# Абрамов Павло Васильович
Павло Васильович Абрамов (20 грудня 1902, Матвіївське — 19 листопада 1956, Москва) — радянський інженер-будівельник, господарський, державний та політичний діяч. Головний редактор журналу «Городское хозяйство Москвы» (1951—1956).

## Біографія
Народився 1902 року в селі Матвіївське (нині Тверська область) у бідній селянській родині.
Розпочав трудову діяльність на тверській текстильній фабриці «Пролетарка». Пізніше працював у Міськкомунгоспі та одночасно навчався у механіко-будівельному технікумі, який закінчив у 1924 році. У 1927 році вступив до ВКП(б).
У 1929 році переїхав до Москви, де працював у секторі капітального будівництва Московської обласної планової комісії. Пізніше був на керівній роботі у тресті «Строитель», який займався будівництвом промислових споруд та житлових селищ автозаводу імені Сталіна. Одночасно навчався на вечірньому факультеті Будівельного інституту Мосради, після закінчення якого став виконробом на будівництві теплоелектроцентралі автозаводу імені Сталіна. Під його керівництвом будувалися житлові будинки для робітників на вулиці Машинобудування, Велозаводській, у Коломенському селищі, а також промислові корпуси автозаводу. У 1939 році він був обраний секретарем парткому тресту «Строитель», а 1940 року — другим секретарем Пролетарського райкому ВКП(б) міста Москви.
Після початку Великої Вітчизняної війни брав участь у будівництві оборонних споруд у Брянській та Смоленській областях, а потім на підступах до Москви. Займався організацією виробництва боєприпасів та озброєння на підприємствах Пролетарського району Москви. 1943 року був обраний заступником голови Виконкому Мосради. На цій посаді займався забезпеченням кадрами підприємств оборонної промисловості та міського господарства. 1947 року став головою Міської планової комісії. На посаді заступника начальника Головмобуду займався реорганізацією будівельної справи Москви.
Обирався депутатом Верховної ради РРФСР 2-го скликання від Жданівського виборчого округу та 3-го скликання від Комінтернівського виборчого округу міста Москви. Також обирався депутатом Московської міської Ради депутатів трудящих, був членом МК та ММК КПРС.
Помер у Москві 19 листопада 1956 року. Похований на Новодівичому кладовищі.

## Нагороди
- Орден Леніна — за участь у здійсненні сталінського генплану реконструкції Москви[2]
- Орден Трудового Червоного Прапора — за виконання завдання уряду щодо забезпечення московської промисловості, будівництва та транспорту робочими кадрами в умовах воєнного часу[2]
- Орден Червоної Зірки — за успішну роботу з виробництва озброєння у роки війни[2]